# Döwran Orazalyýew
Döwran Orazalyýew (ur. 14 października 1993) – turkmeński piłkarz grający na pozycji obrońcy. Od 2018 roku jest zawodnikiem klubu Ahal FK.

## Kariera piłkarska
Swoją karierę piłkarską Orazalyýew rozpoczął w klubie Altyn Asyr Aszchabad, w którym w 2012 roku zadebiutował w pierwszej lidze turkmeńskiej. W latach 2014–2017 czterokrotnie z rzędu wywalczył tytuł mistrza Turkmenistanu. Zdobył też krajowy puchar w latach 2015 i 2016.
W 2018 roku Orazalyýew przeszedł do Ahal FK, z którym wywalczył wicemistrzostwo kraju.

## Kariera reprezentacyjna
W reprezentacji Turkmenistanu Orazalyýew zadebiutował 27 stycznia 2012 w przegranym 0:4 towarzyskim meczu z Rumunią. W 2019 roku powołano go do kadry na Puchar Azji.